# 帕爾內卡
帕爾內卡（法語：Palneca，法語發音：[palnɛka]）是法國南科西嘉省的市镇，属于阿雅克肖区。

## 地理
帕爾內卡（41°58'11"N, 9°10'24"E）面积43.81 平方千米，位于法国南科西嘉省，该省份位于科西嘉南部，后者为地中海西部的一座岛屿，也是法国的一个单一领土集体，位于法国大陆部分的东南面，意大利半島的西面，最临近的地块是撒丁岛。
与帕爾內卡接壤的市镇（或旧市镇、城区）包括：巴斯泰利卡、科扎諾、吉索尼。

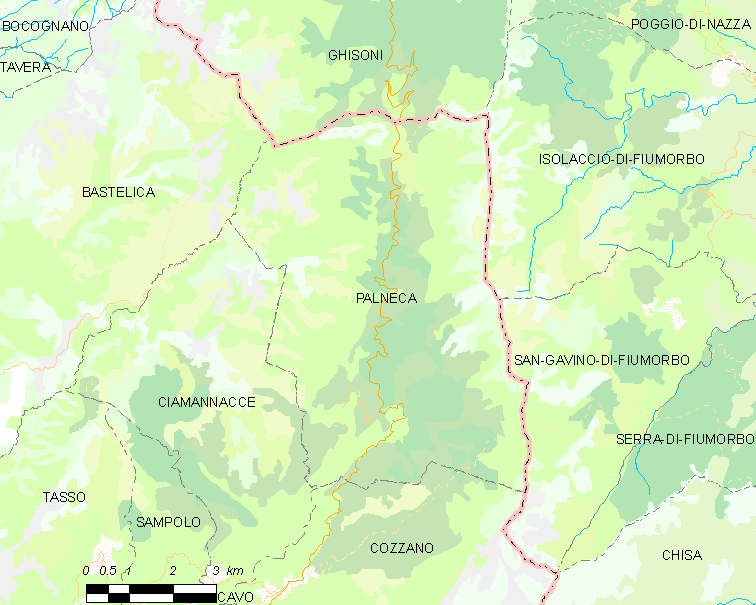
帕爾內卡的OSM定位图

帕爾內卡的时区为UTC+01:00、UTC+02:00（夏令时）。

## 行政
帕爾內卡的邮政编码为20134，INSEE市镇编码为2A200。

## 政治
帕爾內卡所属的省级选区为塔拉沃-奥尔纳诺县。

## 人口

1962-2008年间帕爾內卡人口变化图示

帕爾內卡于2022年1月1日时的人口数量为133人。